# Chonemorpha fragrans
Chonemorpha fragrans là một loài thực vật có hoa trong họ La bố ma. Loài này được (Moon) Alston mô tả khoa học đầu tiên năm 1929.

## Hình ảnh

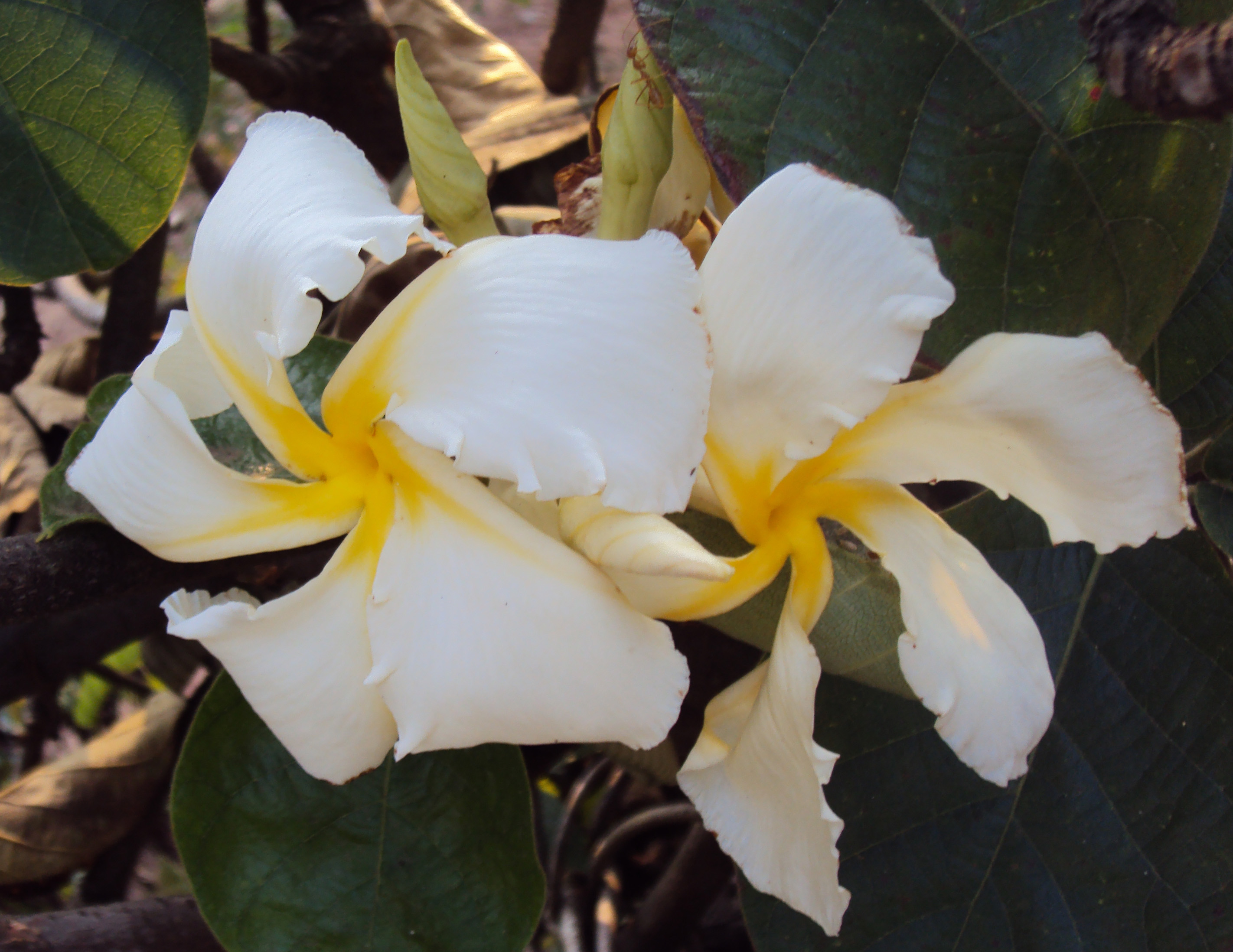
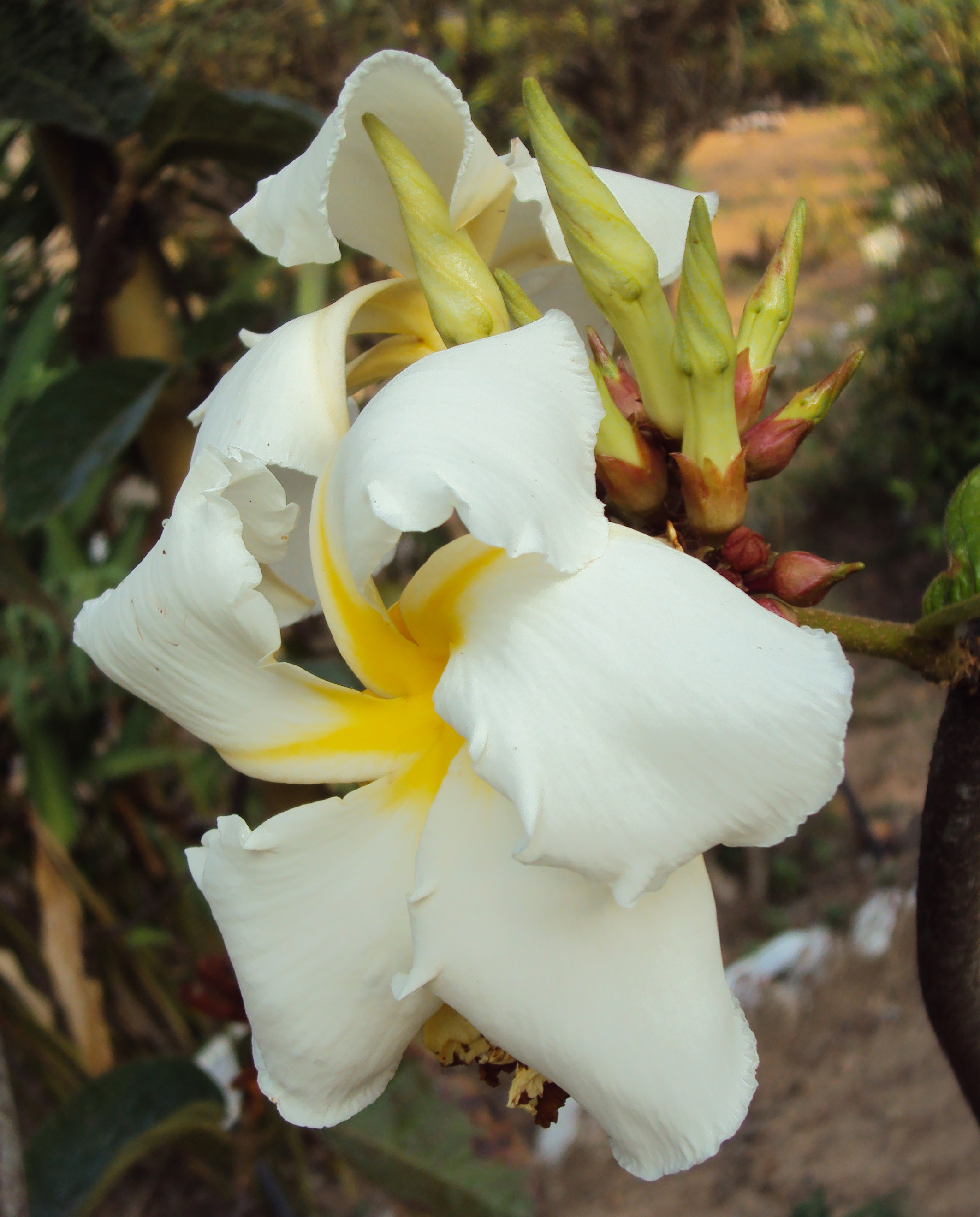
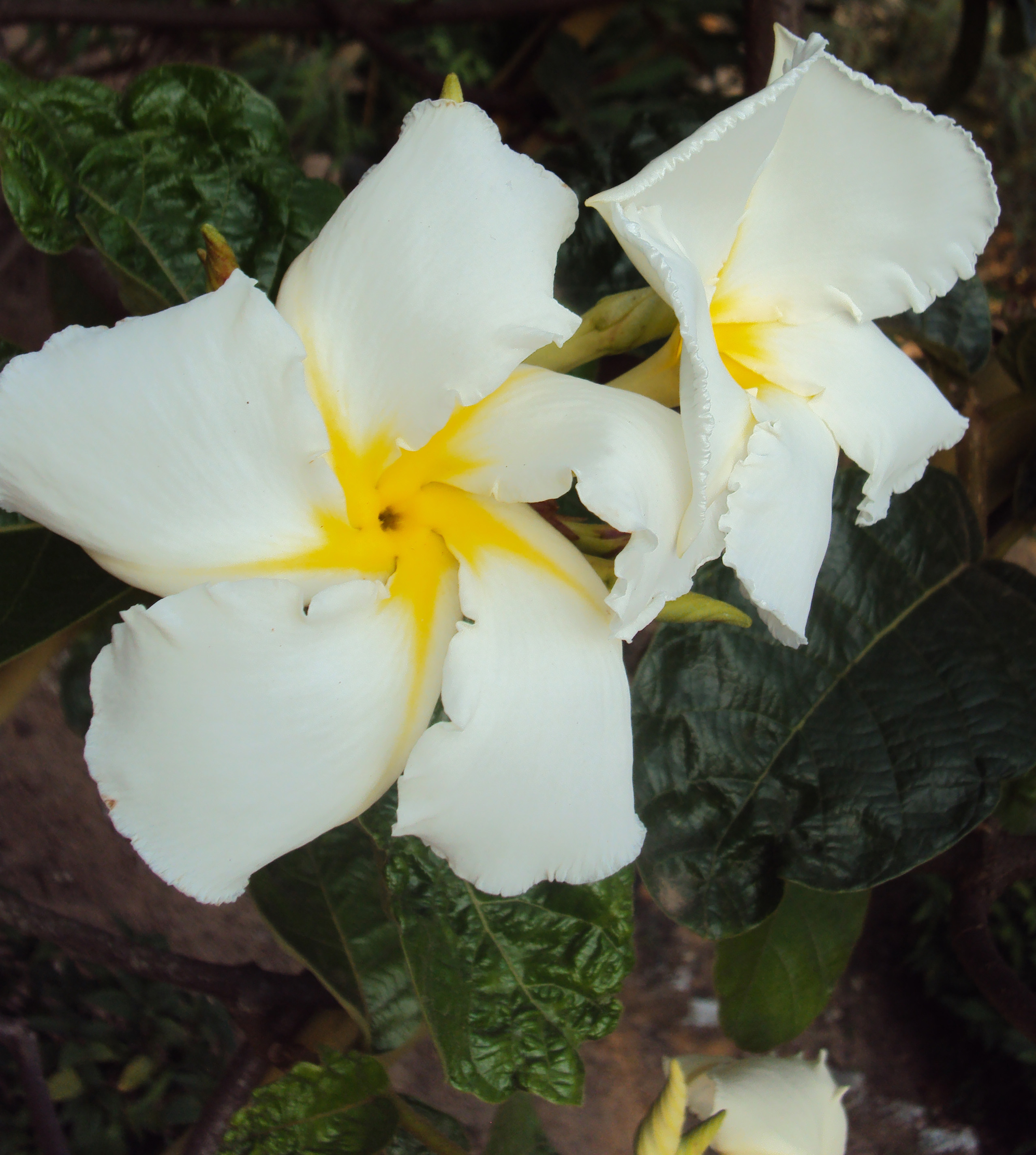
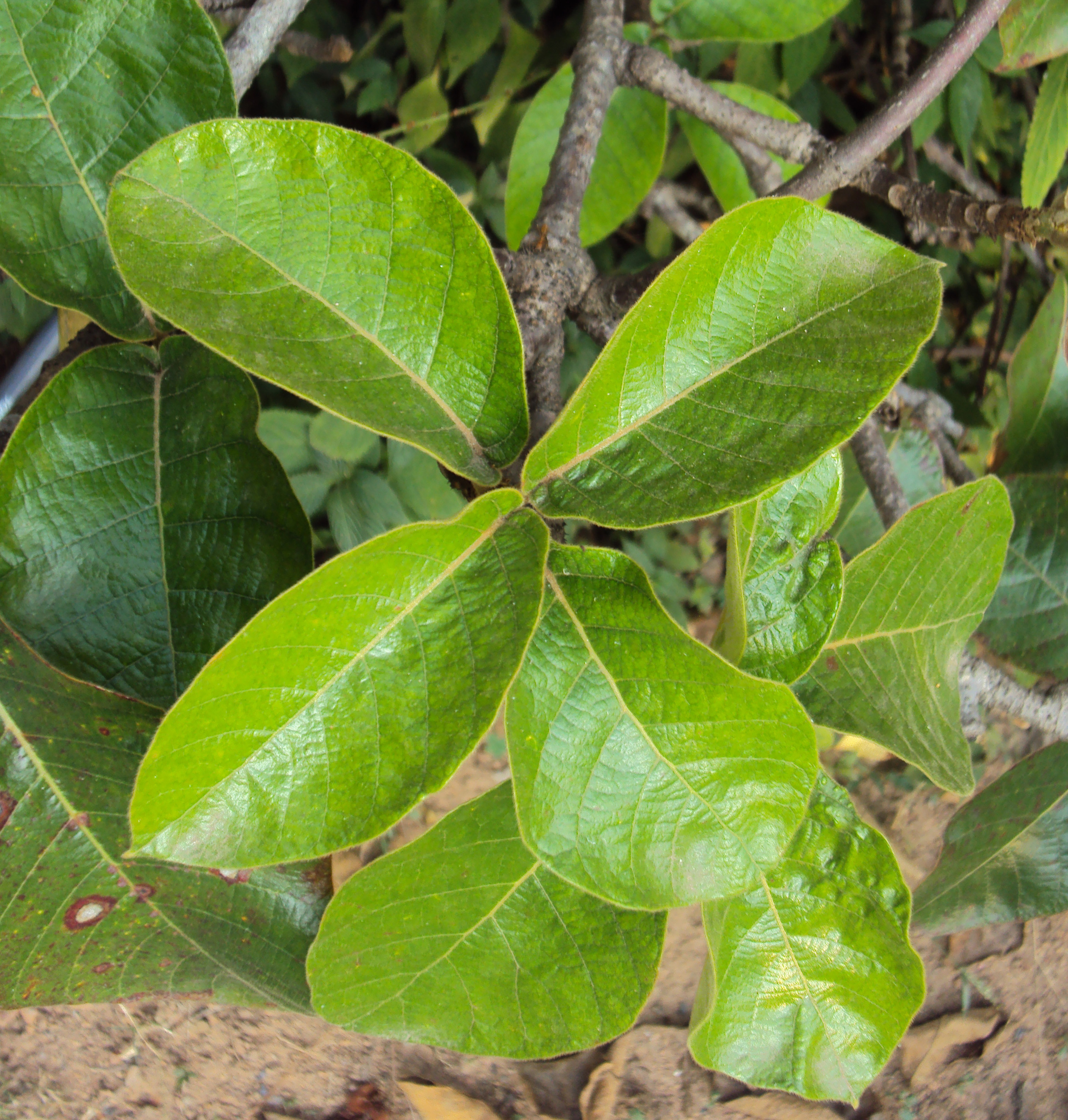